# Eleutherodactylus poolei
Eleutherodactylus poolei är en groddjursart som beskrevs av Cochran 1938. Eleutherodactylus poolei ingår i släktet Eleutherodactylus och familjen Eleutherodactylidae. IUCN kategoriserar arten globalt som akut hotad. Inga underarter finns listade i Catalogue of Life.